# Groningue (province)
Pour les articles homonymes, voir Groningue.
La Groningue (en néerlandais : Groningen ; en groningois : Grönnen) est une province située au nord-est des Pays-Bas. Elle est bordée par les provinces néerlandaises de la Frise à l'ouest et de la Drenthe au sud, par le littoral de la mer du Nord, ainsi que par le Land allemand de Basse-Saxe à l'est, dont le dialecte local est par ailleurs très proche de celui de la Groningue. 
La province est nommée d'après la ville de Groningue, sa ville principale et chef-lieu. Au 1er janvier 2021, la province compte 586 813 habitants, répartis entre dix communes, sur une superficie de 2 959,68 km2 dont 635,74 km2 d'eau.

## Histoire
Connue sous le nom de Stad en Land (« Ville et Pays »), la province regroupait les Ommelanden et la ville de Groningue après la reconquête néerlandaise sur les Espagnols lors de la guerre de Quatre-Vingts Ans. Son drapeau rappelle par ailleurs les Ommelanden et son chef-lieu, puisqu'il combine les couleurs des deux.

## Géographie

### Situation
La province couvre l'île Rottumerplaat, le point situé le plus au nord des Pays-Bas, ainsi que la gare d'Eemshaven, qui est également la gare la plus au nord du pays.
La Groningue, qui exploite longtemps la tourbe en vivant d'agriculture et d'élevage, ainsi que des ressources des petits fleuves et de la mer sur ses rivages, a toujours principalement une économie à base d'exploitations agricoles, mais aussi fluviale et marine (aquaculture) ; elle possède également d'importantes réserves de gaz naturel.

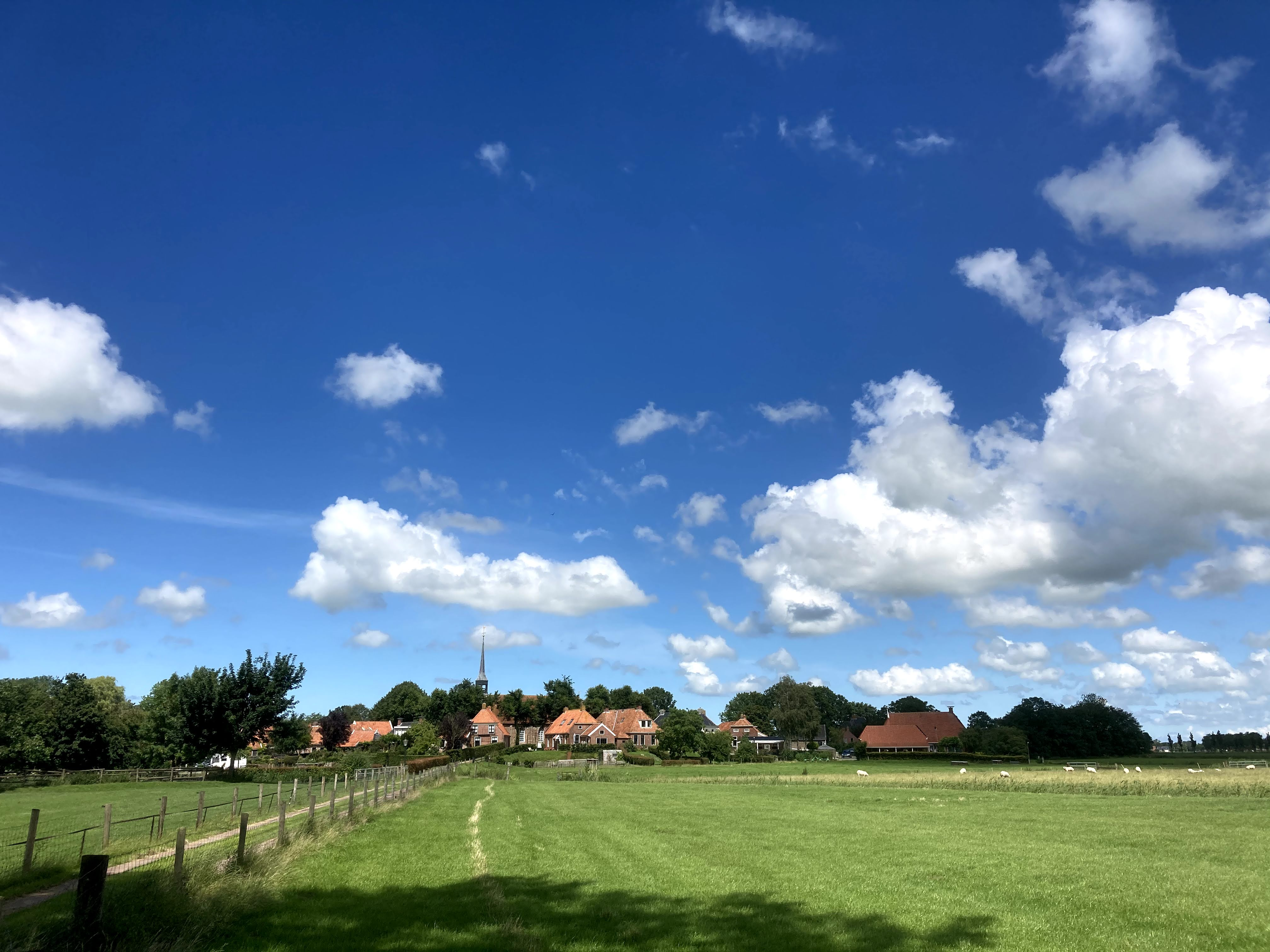
Westerkwartier.
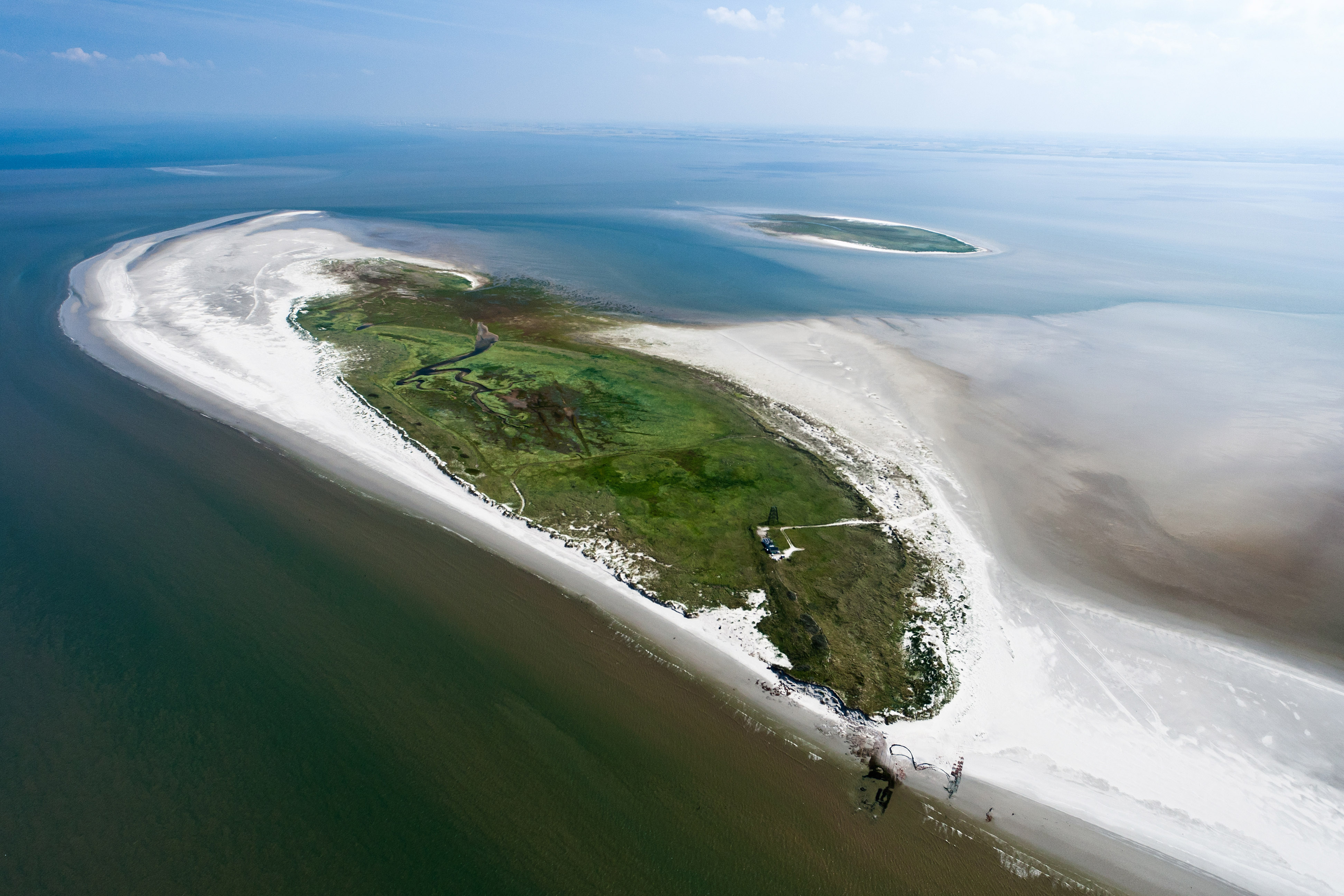
Het Hogeland.
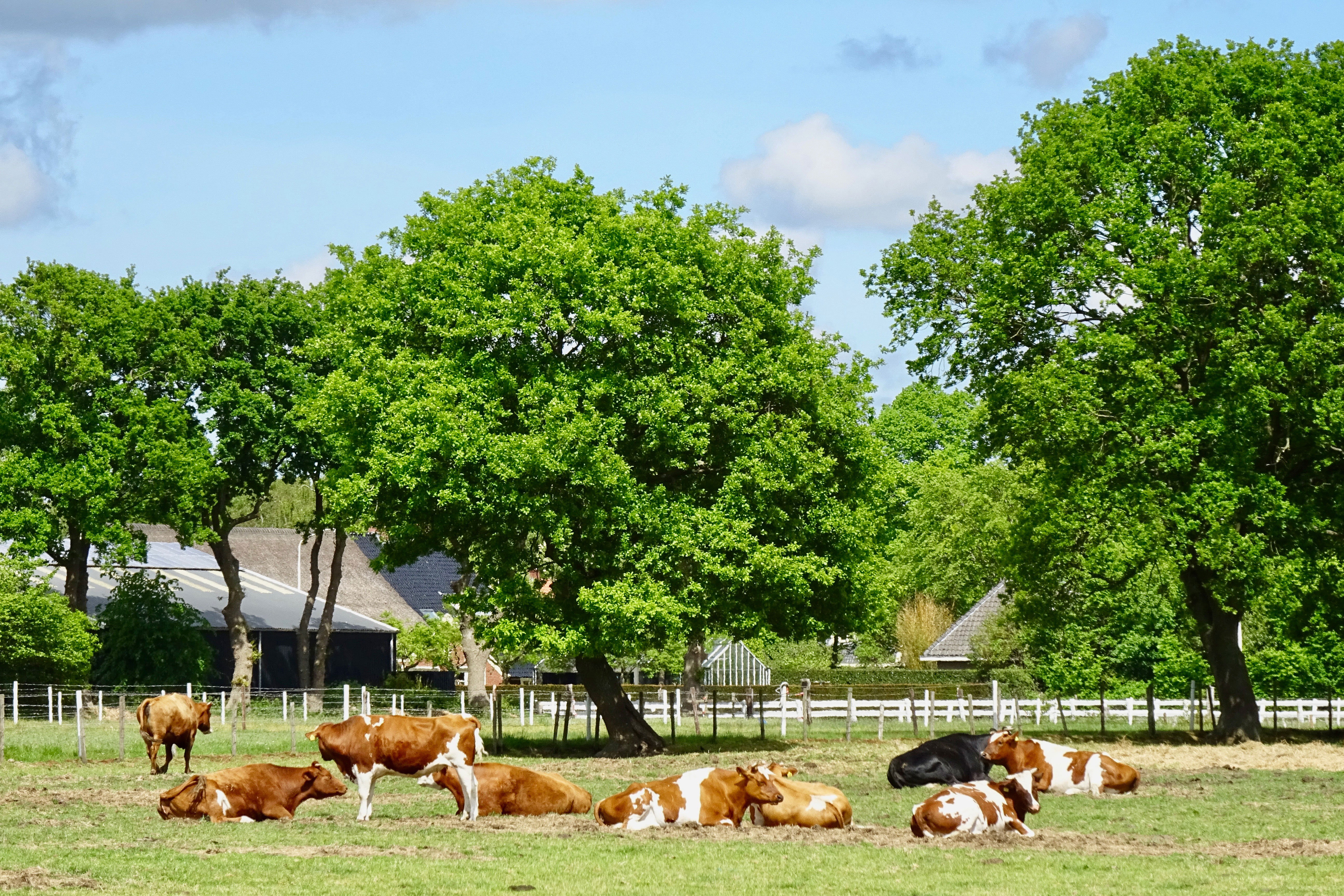
Groningue.

### Communes

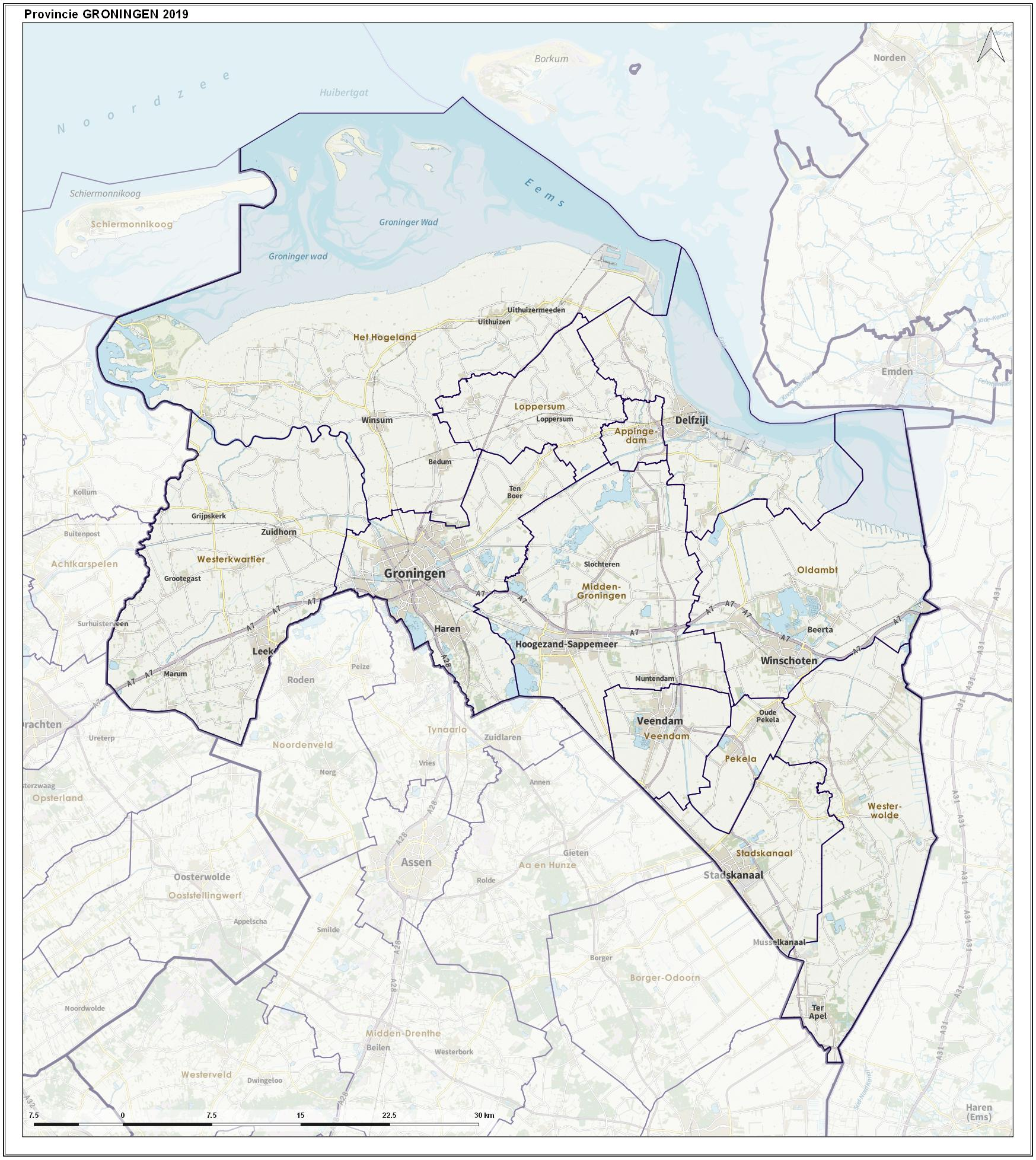
Communes de la province de Groningue (2019).

Depuis la fusion des communes d'Appingedam, de Delfzijl et de Loppersum au 1er janvier 2021 pour former la nouvelle commune d'Eemsdelta, dix communes forment la province de Groningue :
- Eemsdelta
- Groningue (Groningen)
- Het Hogeland
- Midden-Groningue (Midden-Groningen)
- Oldambt
- Pekela
- Stadskanaal
- Veendam
- Westerkwartier
- Westerwolde

## Politique
Les États provinciaux de Groningue comptent 43 sièges. Lors des élections provinciales de 2019, la Gauche verte (GL) remporte 6 sièges, suivie du Parti travailliste (PvdA) et du Forum pour la démocratie, avec 5 sièges chacun. Depuis 2016, René Paas, membre de l'Appel chrétien-démocrate (CDA), est commissaire du Roi en Groningue.

## Économie

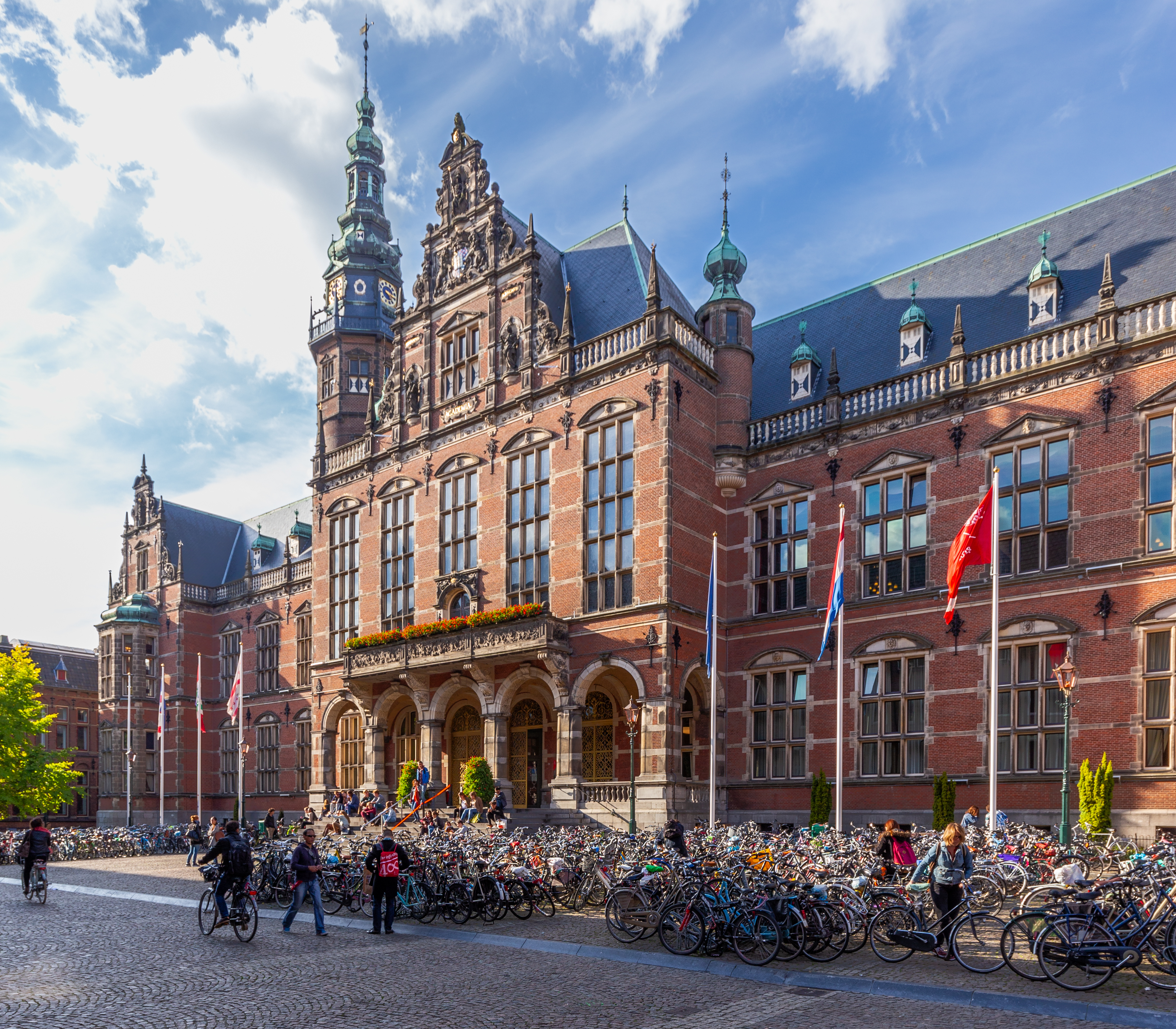
Université de Groningue.

Le plus grand employeur de la région est aujourd'hui l'université de Groningue (Rijksuniversiteit Groningen), avec plus de 5 300 employés et 27 000 étudiants.

## Démographie
Évolution démographique en Groningue depuis 1960 :
| Année (au 31 déc.) | 1960    | 1970    | 1980    | 1990    | 2000    | 2010    | 2020    |
| ------------------ | ------- | ------- | ------- | ------- | ------- | ------- | ------- |
| Population         | 477 685 | 522 425 | 556 869 | 554 604 | 566 489 | 576 668 | 586 813 |

## Personnalités
Certaines personnalités sont originaires ou vivent en province de Groningue, comme Wim Duisenberg, étudiant à Groningue et premier président de la Banque centrale européenne (1998-2003), le navigateur Abel Tasman, qui découvre la Tasmanie, ou encore Heike Kamerlingh Onnes, physicien et lauréat du prix Nobel de physique en 1913.